# PackageManagement
PackageManagement（パッケージ・マネジメント）とは、Microsoft Windows上で動作するパッケージ管理システムである。以前はOneGet（ワンゲット）という名称であった。

## 概要
以前はマイクロソフトとは無関係の非公式なパッケージ管理システムであった。
2015年にPowerShell 5.0に組み込まれ、その際にOneGetからPackageManagementに名称が変更された。

## レポジトリ
PackageManagementは様々なレポジトリにアクセスすることが出来る。NuGetやChocolateyのソフトウェアをインストールすることも可能。